# بطولة أمريكا المفتوحة 1990 - الزوجي المختلط
في بطولة أمريكا المفتوحة 1990 - الزوجي المختلط فاز كل من إليزابيث سميلي وتود وودبريدج على نتاشا زفريفا وجيم بف في المباراة النهائية بنتيجة 6–4، 6–2.

## التوزيع
1. نتاشا زفريفا /  جيم بف (النهائي)
2. زينا غاريسون /  ريك ليتش (ربع النهائي)
3. إلنا رايناخ /  بيتر ألدريتش (ربع النهائي)
4. نيكول برادتكه /  داني فيسر (الجولة الأولى)
5. أرانتشا سانتشيث فيكاريو /  خورخي لوزانو (ربع النهائي)
6. لا يوجد
7. باتي فينديك /  كين فلاتش (الجولة الأولى)
8. إليزابيث سميلي /  تود وودبريدج (البطولة)

## المباريات

### مفتاح
- Q = متأهل Qualifier
- WC = وايلد كارد Wild Card
- LL = خاسر محظوظ Lucky Loser
- Alt = بديل Alternate
- SE = Special Exempt
- PR = تصنيف محمي Protected Ranking
- w/o = فوز سهل Walkover
- r = انسحاب Retired
- d = Defaulted
- SR = Special ranking
- ITF = ITF entry
- JE = Junior exempt

### النهائي
| النهائي |                             |   |   |  |
|         |                             |   |   |  |
|         |                             |   |   |  |
| 1       | نتاشا زفريفا جيم بف         | 4 | 2 |  |
| 8       | إليزابيث سميلي تود وودبريدج | 6 | 6 |  |